# Église Saint-Pierre d'Avensan
Pour les articles homonymes, voir Église Saint-Pierre.
L'église Saint-Pierre est une église catholique située à Avensan, en France. Elle est d'époque romane.

## Localisation
L'église est située dans le département français de la Gironde, dans la commune d'Avensan.

## Historique
L'édifice est classé au titre des monuments historiques en 1915, puis inscrit en 2006.

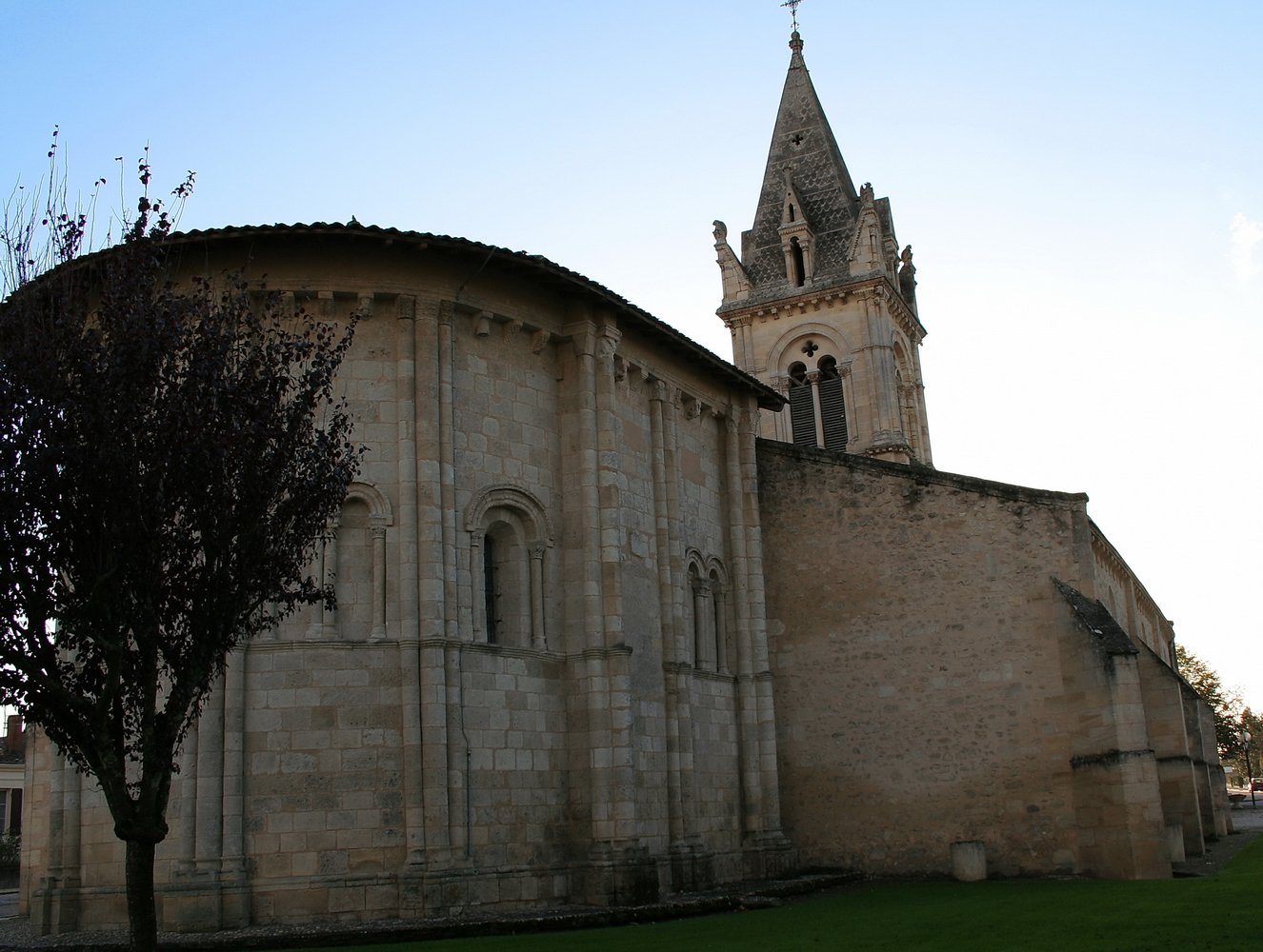
L'abside de l'église Saint-Pierre.
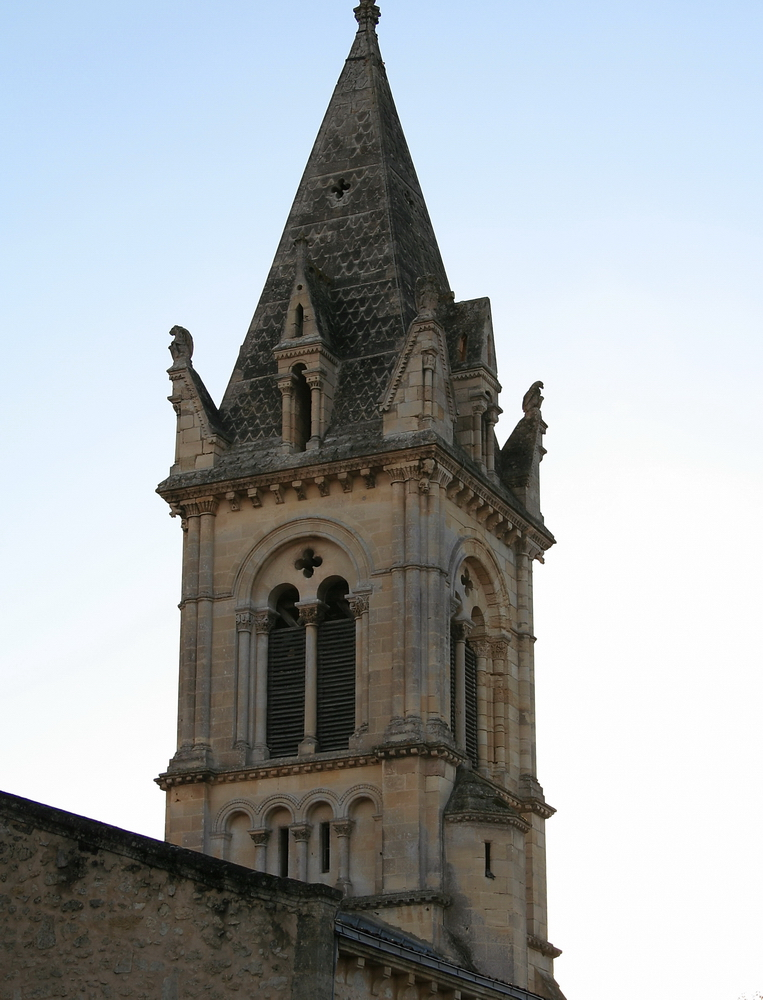
Détail du clocher.
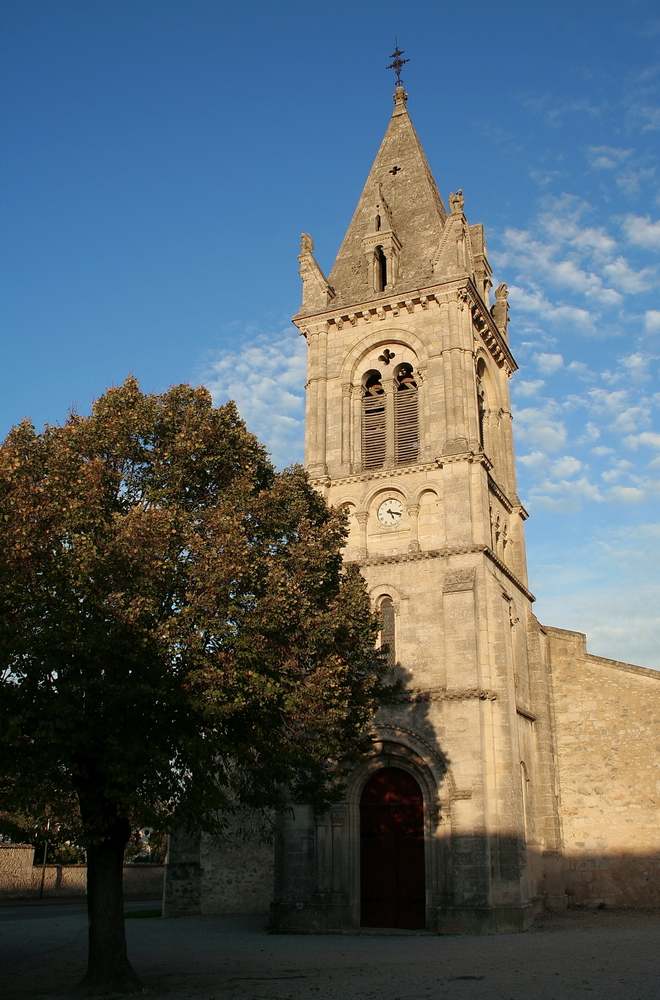
Le clocher de l'église Saint-Pierre
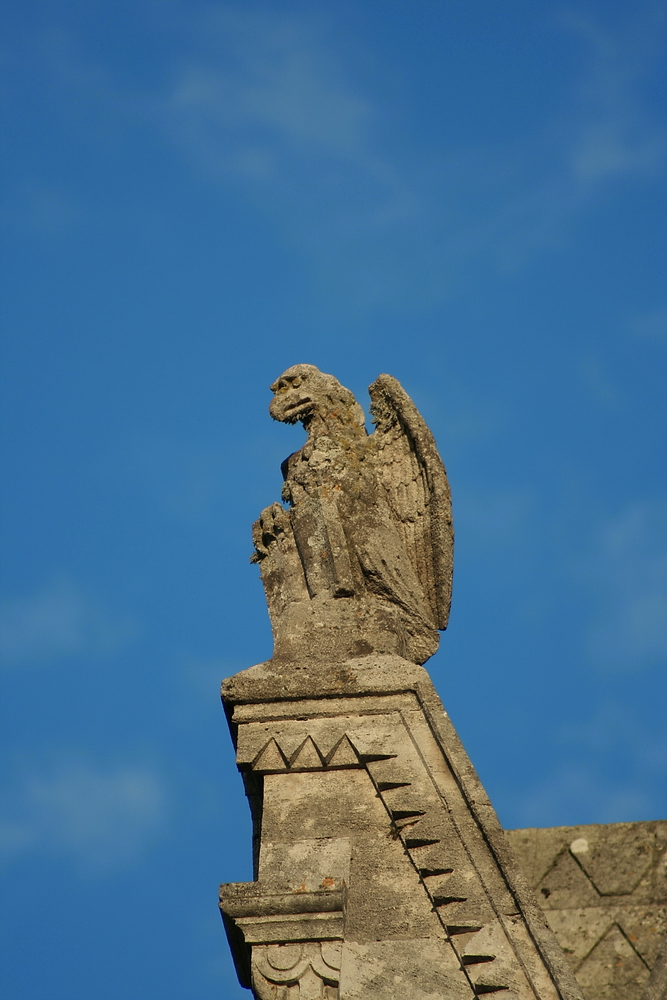
Une chimère
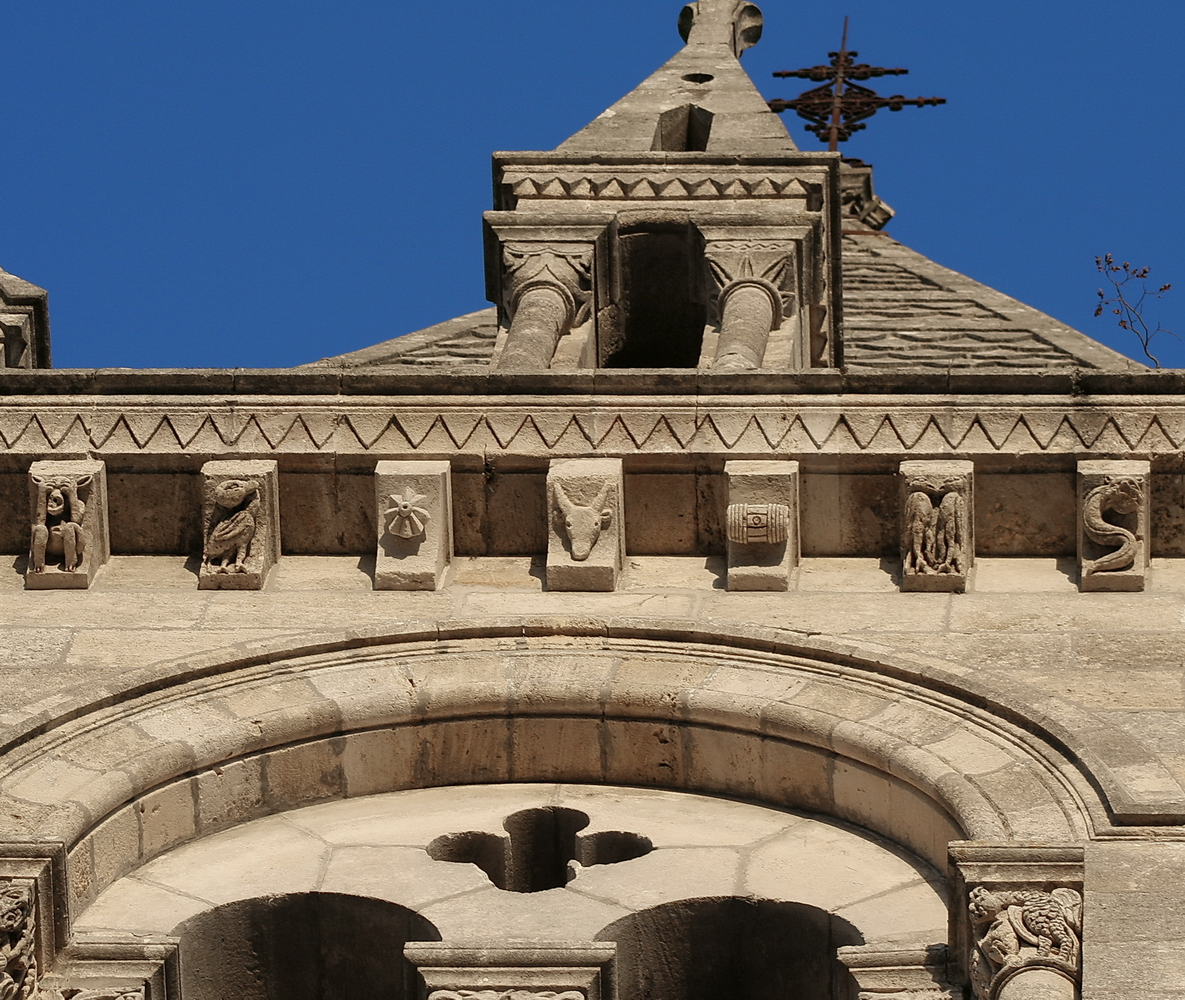
Détail.
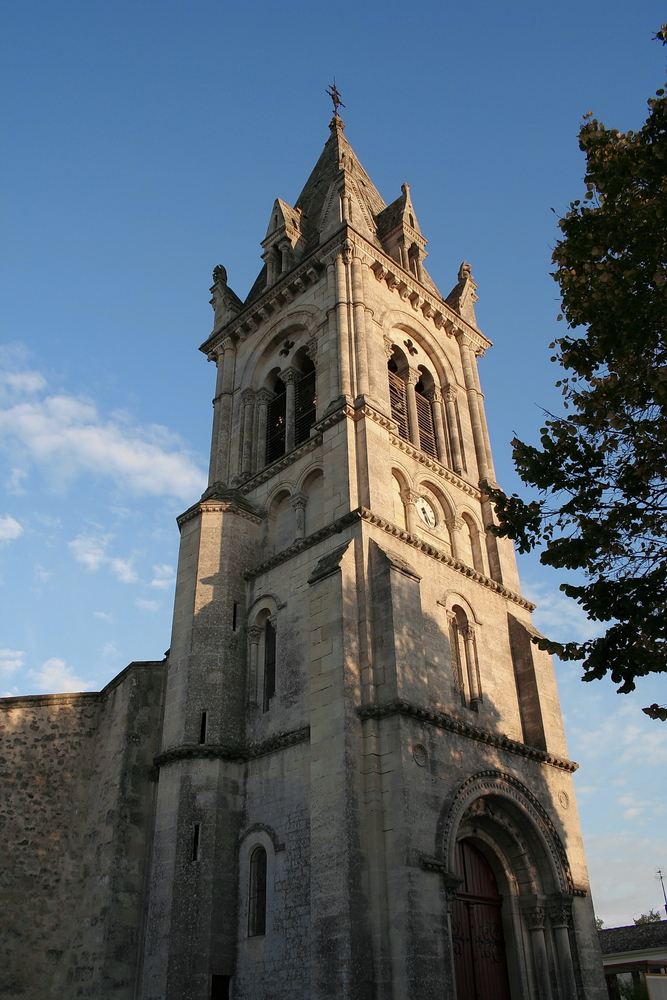
Vue du clocher.
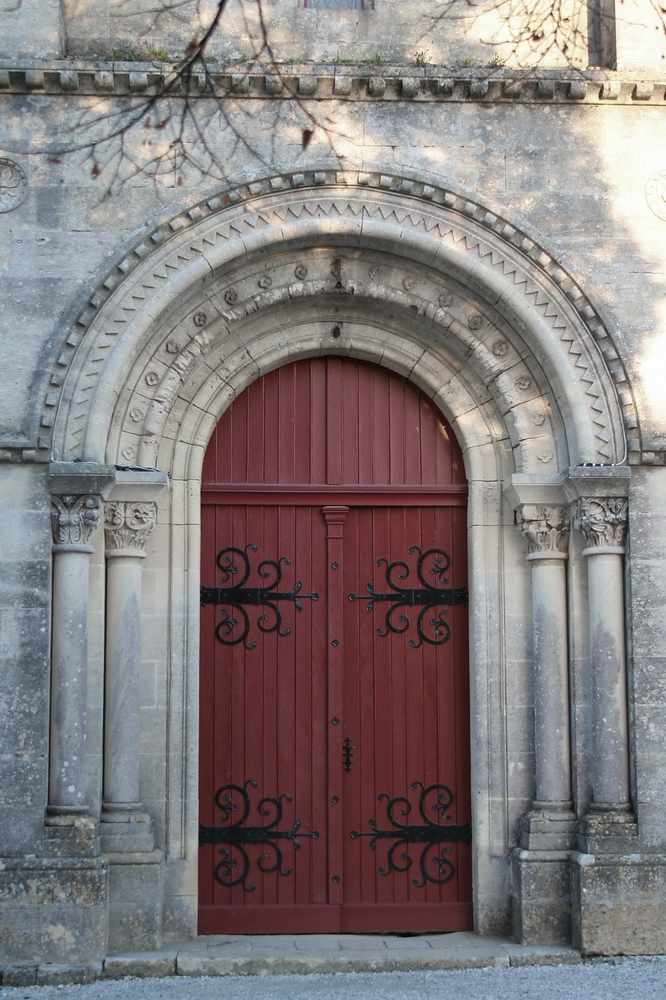
Le portail d'entrée.